# ブロ・カントリー

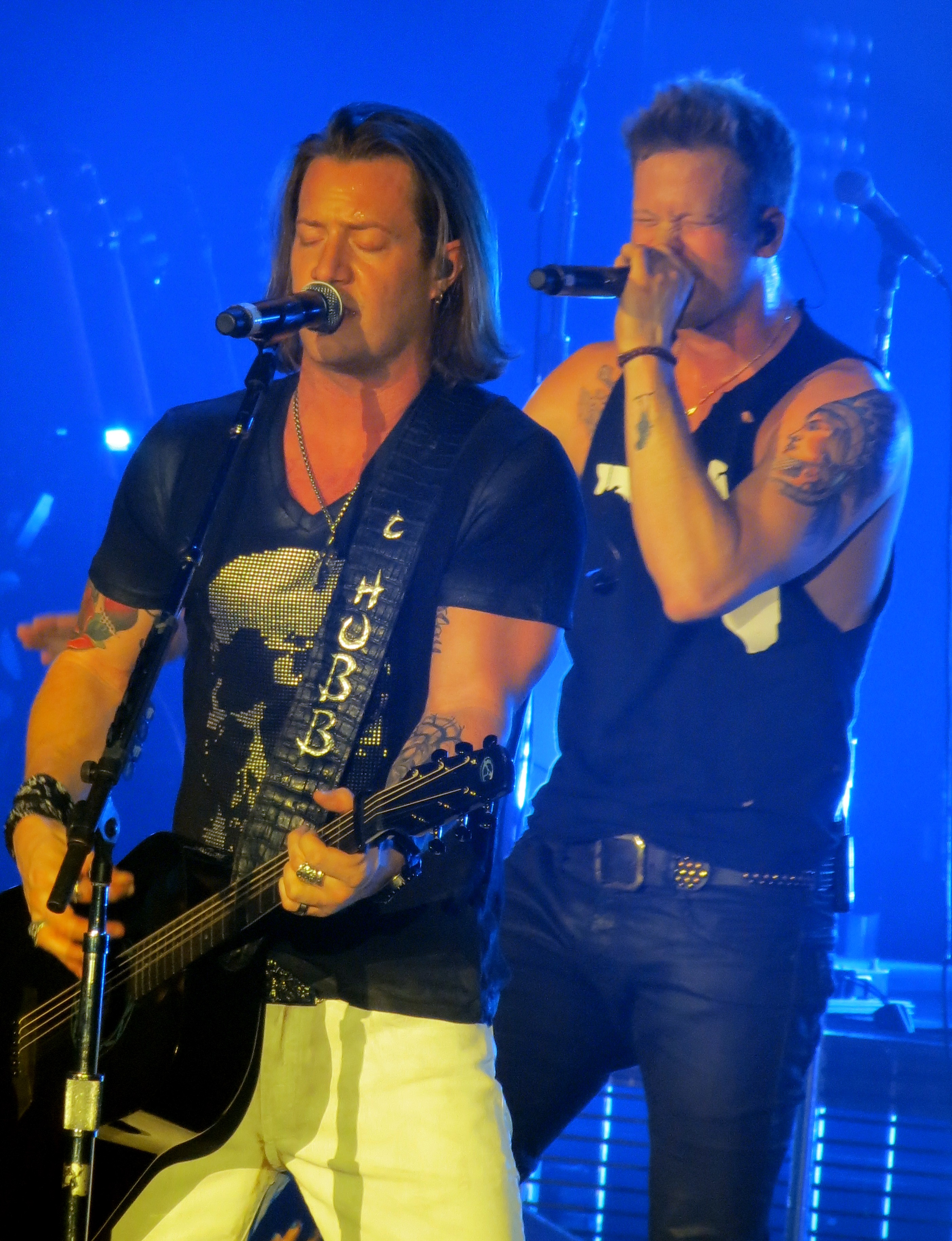
フロリダ・ジョージア・ライン

ブロ・カントリー(Bro Country)は、カントリー・ミュージックのサブジャンルの一つである。このジャンルはフロリダ・ジョージア・ラインが2010年に発表した『クルーズ』がきっかけで誕生し、2014年に全盛期を迎えたとされている。
このジャンルは酒や女やパーティーを主題としていることや、評論家受けは悪い反面一般リスナーの評判が良い点から、パーティー・ラップとの類似性が指摘されている。加えて、ブロ・カントリーは男性性の強さからカントリー・コミュニティの評判が良くないとされている一方、ヒップホップの要素が含まれているとの指摘もある。
フロリダ・ジョージア・ラインの他に当てはまるミュージシャンとして、モーガン・ウォーレンがいる。